# Maria Theresia van Horne

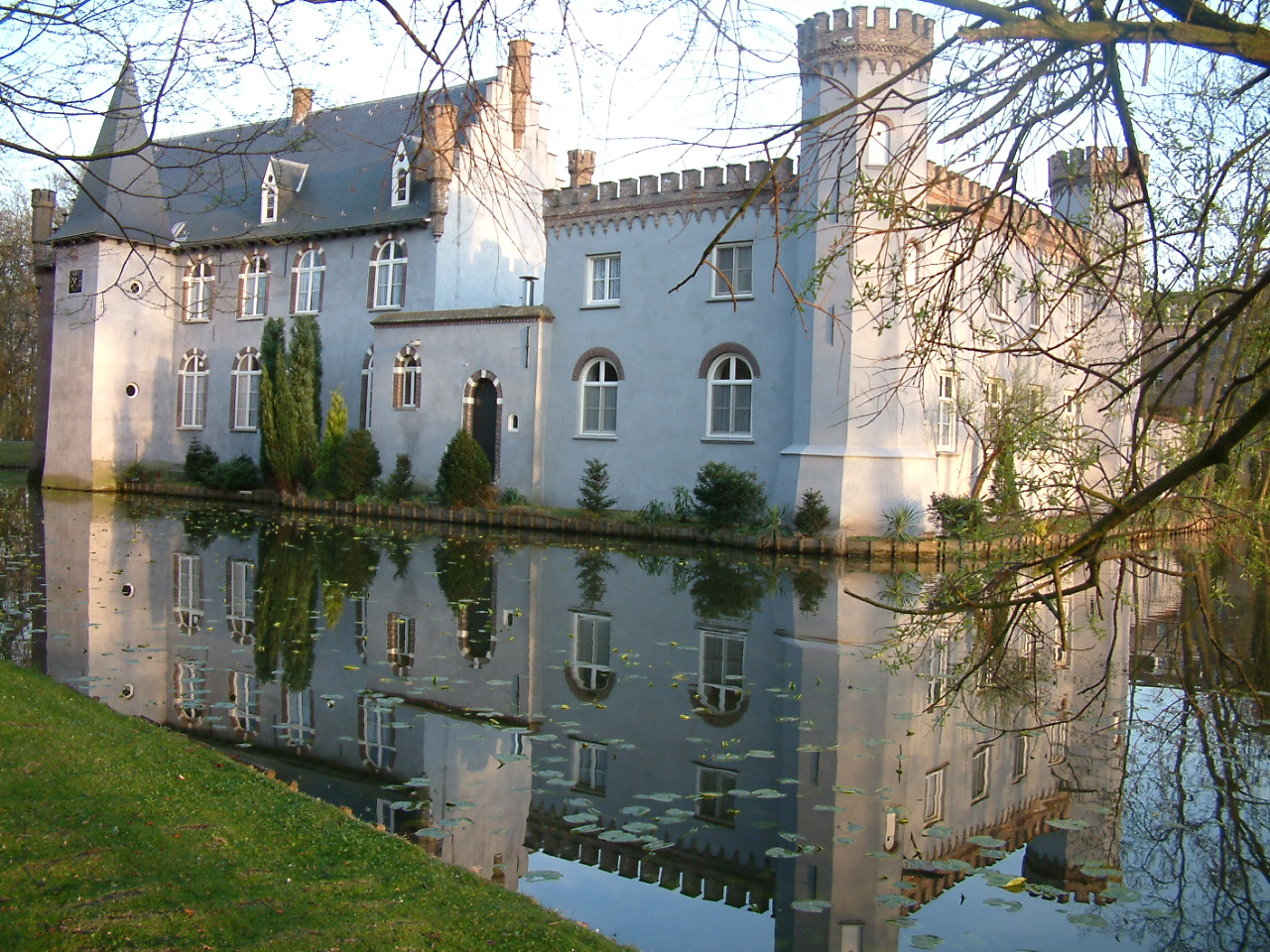
Kasteel Stapelen

Maria Theresia van Horne (1725 - Parijs, 19 juni 1783) was de erfvrouwe van de familie van Horne en de laatste telg uit dit geslacht.
Zij was de oudste dochter van Maximiliaan Emanuel van Horne en Maria Theresia Charlotte Bruce. Op 12 augustus 1742 trouwde zij te Brussel met Filips Jozef van Salm-Kyrburg, waardoor alle grafelijke, prinselijke en heerlijke titels en bezittingen, waaronder Kasteel Stapelen van de Hornes op het geslacht Salm-Kyrburg overgingen.
Het huwelijk was gearrangeerd. Haar vader was getrouwd geweest met Henriette van Salm Neufville, een huwelijk dat kinderloos bleef. Door genoemd huwelijk zouden de bezittingen in handen van de Salms blijven.
- Library of Congress Control Number: n88206958
- Virtual International Authority File: 23701368
- WorldCat: E39PBJth9qxpmWFMPJqyCvqWjC